# Acodontaster capitatus
Acodontaster capitatus är en sjöstjärneart som först beskrevs av Jean Baptiste François René Koehler 1912.  Acodontaster capitatus ingår i släktet Acodontaster och familjen Odontasteridae. Inga underarter finns listade i Catalogue of Life.